# Jiang Cuihua
Jiang Cuihua (n. 2 februarie 1975, Dalian, Republica Populară Chineză) este o ciclistă chineză, medaliată olimpică. A participat la o ediție a Jocurilor Olimpice (2000) în care a câștigat o medalie de bronz.

## Participări
Lista de mai jos prezintă principalele competiții la care a participat Jiang Cuihua de-a lungul carierei.
- cycling at the 2000 Summer Olympics – women's track time trial[*]